# Adélaïde Hautval
« Hautval » redirige ici. Pour l’article homophone, voir Ovale.
Cet article possède un paronyme, voir Hôpital Adélaïde-Hautval.
Adélaïde Hautval, surnommée Haïdi, née Marthe Adélaïde Haas le 1er janvier 1906 au Hohwald (Bas-Rhin) et morte le 12 octobre 1988 à Groslay (Val-d'Oise), est une psychiatre française, rescapée des camps de concentration nazis et reconnue « Juste parmi les nations » par l'État d'Israël en 1965.

## Biographie

### Enfance
Surnommée Haïdi, Adélaïde est la fille du pasteur de l’Église réformée d'Alsace-Lorraine Philippe Haas-Hautval,. Elle naît dans un village qui appartient alors à l'Empire allemand. Pro-français, le pasteur Haas avait décidé en 1920 d'accoler le nom français Hautval à son patronyme. Elle est la septième et plus jeune enfant de la famille. Elle fait du scoutisme chez les éclaireuses unionistes de Guebwiller au sein de la Fédération française des éclaireuses. Elle est autorisée à porter le nom de Hautval par jugement du 27 décembre 1951.

### Formation
Adélaïde Hautval fait ses études de médecine à Strasbourg, puis travaille dans des hôpitaux et des instituts neuro-psychiatriques locaux et à Kussnacht en Suisse.

### Seconde Guerre mondiale
Son arrestation a lieu en avril 1942, alors qu'elle traversait la ligne de démarcation à Vierzon pour des raisons personnelles (les funérailles de sa mère). À la prison de Bourges où elle est internée, elle prend la défense en allemand d'une famille juive maltraitée par un soldat allemand. Les Allemands lui disent alors « puisque vous défendez les juifs, vous partagerez leur sort ». Elle est emprisonnée à Bourges puis internée à Pithiviers, les Allemands lui font porter sur la poitrine une étoile jaune avec une banderole « amie des juifs. » Elle est ensuite transférée à Beaune-la-Rolande le 24 septembre 1942 et y reste jusqu'au 5 novembre 1942, elle passe quelques jours à la prison d'Orléans en novembre 1942, et arrive enfin à la prison de Romainville le 17 novembre de la même année,. Elle est déportée à Auschwitz par le convoi du 24 janvier 1943, dit convoi des 31000, où elle a le matricule 31 802.
Sa qualité de médecin est reconnue au bout de quelques jours et elle devient médecin dans un des revier  de Birkenau. Les conditions médicales sont plus que déplorables. Elle est d'abord affectée au block 22, où elle s'occupe de détenues allemandes, puis est envoyée en avril 1943 au block 10 du camp principal. Elle refusa de participer à l'expérience « médicale » des médecins nazis Clauberg, Schumann, Wirths et Mengele. Le médecin-chef y pratique des « expériences », notamment des stérilisations de femmes en brûlant leurs organes avec des produits caustiques. Adélaïde Hautval refuse d'y participer et est chargée des soins post-opératoires. Lorsqu'un nouveau médecin-chef est affecté à ce service, il ordonne à Adélaïde Hautval de l'assister, ce qu'elle refuse et elle est renvoyée, en août 1943 parmi les autres détenues du camp. Elle y est relativement isolée : en quelques mois la population du camp s'est renouvelée et les détenues qu'elle avait rencontrées en prison ou lors de son transfert sont mortes ou ont été transférées dans un autre block. Le 16 août 1943, elle apprend par Orli Reichert-Wald chargée de l'administration du revier qu'elle serait exécutée le lendemain si elle n'acceptait pas de participer aux opérations, ce qui ne la fait pas changer d'avis. Orli lui administre alors un somnifère, fait peut-être passer un autre cadavre pour le sien en prétendant qu'elle est déjà morte et lui sauve ainsi la vie.
Adélaïde Hautval est par la suite de nouveau affectée comme médecin au camp. En tant que psychiatre, elle est amenée à examiner des femmes devenues folles avec comme ordre de les déclarer « inaptes au travail », ce qui les conduira directement à la chambre à gaz. Elle ne comprend pas pourquoi on lui demande ici des justifications médicales pour pouvoir assassiner. Volontaire pour « voir » et « dire après », elle assiste à plusieurs séries d'expériences des médecins nazis, notamment celles du Docteur Carl Clauberg spécialisé dans la stérilisation et la castration, tout en soulageant ses camarades et en les faisant échapper à la mort. Elle souffre du typhus de novembre 1943 jusqu'en février-mars de l'année suivante.
Elle est transférée à Ravensbrück le 2 août 1944 où on l'envoie comme médecin au camp de concentration de Watenstedt (une usine de munitions), puis, l'administration s'apercevant qu'elle était classée Nuit et brouillard, elle ne peut plus travailler à l'extérieur de Ravensbrück où elle est ramenée. Elle est alors de nouveau médecin au Revier. Elle voit la libération du camp en avril 1945 mais y reste avec Marie-Claude Vaillant-Couturier afin de s'occuper des malades qui ne peuvent être immédiatement transportés. Elle quitte le camp pour la France avec les derniers malades français le 25 juin 1945.
N'appartenant à aucun réseau ou organisation de résistance, Adélaïde Hautval n'obtient qu'avec difficulté une carte de déportée résistante qui lui est donnée en 1963. Elle est décorée de l'Ordre national de la Légion d'honneur en décembre 1945 pour son dévouement envers les autres déportés dans les camps.

### Après guerre
En 1946, Adélaïde Hautval écrit Médecine et crimes contre l'humanité, qui sera édité en 1991.
En mai 1964, elle témoigne en Angleterre au procès en diffamation de l’écrivain Leon Uris contre Vladislav Dering (Dering v Uris (en)), un médecin polonais qui avait participé à des expérimentations médicales à Auschwitz et qui réfutait une note de bas de page de son roman Exodus,.
Le 18 mai 1965, Adélaïde Hautval reçoit la médaille des Justes parmi les nations.
Se découvrant des signes de la maladie de Parkinson, elle met fin à ses jours le 12 octobre 1988.

## Publication
- Adélaïde Hautval, Médecine et crimes contre l'humanité : le refus d'un médecin, déporté à Auschwitz, de participer aux expériences médicales, Éditions du Félin, 7 septembre 2006, 120 p. (ISBN 2866456335 et 978-2866456337)

## Distinctions
- Chevalière de la Légion d'honneur (1945)
- Juste parmi les nations, 1965[13].
- Flicker of Light, Yad Vashem

## Hommages posthumes

### Noms de rue
- Une rue de Strasbourg porte son nom depuis 1993
- La ville de Bourges possède une rue Adélaïde-Hautval
- Une rue Adélaïde-Hautval existe à Blaye (Gironde).
- Un square porte son nom à Sélestat[14].

### Plaques commémoratives
- Sa commune natale du Hohwald a érigé en 1991 une fontaine sur laquelle est inscrite en onze langues sa devise : « Pense et agis selon les eaux claires de ton être »[15].
- À Groslay, où elle vécut après la guerre, une plaque est apposée sur le mur de sa maison en novembre 1994
- Une plaque commémorative a été apposée en gare de Rothau (Bas-Rhin) le 11 juin 2006.

### Institutions
- À Guebwiller (Haut-Rhin), le « Cercle Adélaïde Hautval » a été créé en 2006 et une école porte son nom depuis la rentrée 2019 [16].
- Le 13 mai 2015, le directeur général des Hôpitaux de Paris, Martin Hirsch, annonce à l'AFP que l'hôpital de Villiers-le-Bel porte désormais le nom d'hôpital Adélaïde-Hautval[17] en remplacement de son ancien nom d'hôpital Charles-Richet, du nom d'un médecin rétrospectivement décrié pour ses thèses racistes.
- En 2020, le collège de Ferrette (Haut-Rhin) est renommé collège Adélaïde-Hautval
- Le 26 juin 2022, l'église protestante de Marlenheim reçoit le nom d'Adélaïde Hautval.
- En 2023, les élèves et habitants d'Illkirch-Graffenstaden donnent son nom à la nouvelle école de la ville.
- Une démarche est actuellement en cours afin qu'Adélaïde Hautval entre au Panthéon[18]

### Exposition
- Une exposition lui est consacrée par le Centre d'étude et de recherche sur les camps d'internement du Loiret et de la déportation juive (Cercil) à Orléans en mars 2018

### Documentaire
- Adélaïde H. une résistante alsacienne, réalisé par Daniel Cling, 51min, 2021[19]